# 刘旭 (植物种质资源学家)
刘旭（1953年12月—），河北定县人，中国植物种质资源学家，中国工程院院士。曾任中国工程院党组成员、副院长、机关党委书记，中国农业科学院党组成员、副院长。

## 生平
1979年毕业于河北农业大学农学系，1983年、1997年分别获中国农业科学院研究生院作物遗传育种专业硕士学位、博士学位。